# Blues Brothers Records
Blues Brothers Records is een Amerikaans platenlabel, dat zich richt op het uitbrengen van blues van nieuw talent. Het label werd in 2015 opgericht door ex-Blues Brother Dan Aykroyd en de weduwe van diens voormalige Blues Brother John Belushi, Judy Belushi. Het label wordt gedistribueerd door Blue Note Records, onderdeel van Capitol Music Group. De artistieke leiding is in handen van Blue Note Records-hoofd Don Was, Judy Belushi is creative director.

## Bron
- Dan Aykroyd, John Belushi's Widow Launch Blues Brothers Label, Rolling Stone, 16 maart 2015